# Vlag van Tlaquepaque

Vlag van Tlaquepaque (ratio 4:7)

De vlag van Tlaquepaque toont het wapen van Tlaquepaque (stad in Jalisco), centraal op twee blauwe (linksboven en rechtsonder) en twee gele vlakken. Het blauw van de vlag van Tlaquepaque is dezelfde kleur als dat van de vlag van Galicië en is niet identiek aan het blauw van de vlag van Jalisco. De vlag heeft de hoogte-breedteverhouding van de vlag net als die van de Mexicaanse vlag 4:7 is.
De betekenis van de kleuren van de vlag is als volgt:
- Goud: staan voor goede hoop aan de armen.
- Blauw: staan voor de geregeerden dienen en de landbouw bevorderen.

De vlag is in gebruik sinds 2010.